# Green (álbum de B'z)
Green (estilizado em maiúsculas) é o décimo segundo álbum da banda japonesa de hard rock B'z, lançado em 3 de julho de 2002 pela Vermillion Records. Vendeu 1.131.788 cópias no total, chegando à 1ª colocação da Oricon Albums Chart.

## Faixas
Todas as letras escritas por Koshi Inaba, todas as músicas compostas por Tak Matsumoto.
| N.º            | Título                                                                            | Duração |  |
| 1.             | "Stay Green ~Mijyuku na Tabi wa Tomaranai~" (STAY GREEN 〜未熟な旅はとまらない〜) | 3:09    |  |
| 2.             | "Atsuki Kodō no Hate" (熱き鼓動の果て)                                            | 4:06    |  |
| 3.             | "Warp"                                                                            | 3:52    |  |
| 4.             | "Signal"                                                                          | 4:18    |  |
| 5.             | "Surfin' 3000GTR"                                                                 | 3:50    |  |
| 6.             | "Blue Sunshine"                                                                   | 3:52    |  |
| 7.             | "Ultra Soul"                                                                      | 3:43    |  |
| 8.             | "Utsukushiki Sekai" (美しき世界)                                                  | 4:44    |  |
| 9.             | "Everlasting"                                                                     | 3:42    |  |
| 10.            | "Forever Mine"                                                                    | 3:43    |  |
| 11.            | "The Spiral"                                                                      | 3:31    |  |
| 12.            | "Go★Fight★Win"                                                                    | 3:16    |  |
| Duração total: | Duração total:                                                                    | 45:11   |  |

## Músicos
- Koshi Inaba - (vocais)
- Tak Matsumoto - (guitarra)